# Сикст I
Сикст I (на латински: Xistus I) (42 – 125) – римски папа от 115 (116) г. до 125 г.